# 小反屈扭稜二十面截半二十面體
小反屈扭稜二十面截半二十面體（small retrosnub icosicosidodecahedron）又稱為小逆反屈扭稜二十面截半二十面體（small inverted retrosnub icosicosidodecahedron）或Yog Sothoth，是一種星形均勻多面體，由100個正三角形和12個正五角星組成，索引為U72，對偶多面體為小六角星六十面體，具有二十面體群對稱性。，且與完全扭稜二十面體拓樸同構。
乔治·奥利舍夫斯基将其赋予了“犹格·索托斯”的呢称。 (来自克苏鲁神话中的神灵名称)。

## 性質
小反屈扭稜二十面截半二十面體共由112個面、180條邊和60個頂點組成，歐拉示性數為-8。在其112個面中，有100個正三角形面和12個正五角星面。在其100個正三角形中，有40個是反向相接的正三角形（施萊夫利符號：{3/2}），這40個反向相接的正三角形兩兩一組互相共面，這些兩兩一組的三角形每組皆形成了一個正六角星，也就是二複合正三角形；而另外60個三角形則來自扭稜變換。若將小反屈扭稜二十面截半二十面體作為一個簡單多面體，也就是將自相交的部分分離開來，則這個立體會有3060個外部面。

### 頂角的組成
在小反屈扭稜二十面截半二十面體的60個頂點中，每個頂點都是5個正三角形面和1個正五角星面的公共頂點，並且這些面在構成頂角的多面角時，以正五角星、正三角形、正三角形、正三角形、正三角形和正三角形的順序排列，在頂點圖中可以用(5/3,3,3,3,3,3)/2（若強調小逆反屈扭稜二十面截半二十面體則為 (5/2.3.3.3.3.3)/2）或[5/3,35] 來表示，並以「/2」來表示整個頂角的周邊面繞了頂點兩圈。
另一種表示方式則是將反向相接的正三角形也考慮進來，此時三角形在頂點周圍的分布方式則為三角形與反向相接的正三角形交錯出現，即面在頂點周圍排列的順序是依照：正三角形、反向相接的正三角形、三角形、反向相接的正三角形、三角形和五角星來排列，這種頂角的結構在頂點圖中可以用(3.3/2.3.3/2.3.5/2)或[(3/2,3)2,5/2,3]來表示。
| 將小反屈扭稜二十面截半二十面體的頂角視覺化的圖形 |

### 表示法
小反屈扭稜二十面截半二十面體在考克斯特—迪肯符号中可以表示為或（s3/2s3/2s5/2*a），在施萊夫利符號中可以表示為ß{3⁄2,5}，在威佐夫記號中可以表示為| 3/2 3/2 5/2。

### 尺寸
若小反屈扭稜二十面截半二十面體的邊長為單位長，則其外接球半徑為：
{\displaystyle R={\frac {\sqrt {13+3{\sqrt {5}}-{\sqrt {102+46{\sqrt {5}}}}}}{4}}\approx 0.58069480013}
邊長為單位長的小反屈扭稜二十面截半二十面體，中分球半徑為：
{\displaystyle R_{M}={\frac {\sqrt {9+3{\sqrt {5}}-{\sqrt {2\left(51+23{\sqrt {5}}\right)}}}}{4}}\approx 0.29530738375898}

### 凸包
小反屈扭稜二十面截半二十面體的凸包是一個非均勻的截角十二面体，其十邊形面由等角但不等邊的十邊形組成。
| 截角十二面体 (正多邊形面) | 凸包 (等角十邊形面) | 小反屈扭稜二十面截半二十面體 |

### 二面角
小反屈扭稜二十面截半二十面體共有兩種二面角，分別為三角形面和三角形面的二面角，以及五角星面和三角形面的二面角。
其中，三角形面和三角形面的二面角角度約為24.33度：
{\displaystyle \angle }三角形{\displaystyle ,}三角形{\displaystyle \,=\arccos \left({\frac {\sqrt {3+2{\sqrt {5}}}}{3}}\right)\approx 0.42467279\approx 24.331958571^{\circ }}
而五角星面和三角形面的二面角角度約為44.4575度：
{\displaystyle \angle }五角星{\displaystyle ,}三角形{\displaystyle \,=\arccos \left({\frac {\sqrt {15\left(15-2{\sqrt {5}}-2{\sqrt {5\left(6{\sqrt {5}}-13\right)}}\right)}}{15}}\right)\approx 0.775930307\approx 44.457531808^{\circ }}

### 頂點座標
小反屈扭稜二十面截半二十面體的頂點座標為下列座標的偶置換：
{\displaystyle \left(\pm \left(1-\varphi -\alpha \right),0,\pm \left(3-\varphi \alpha \right)\right)}
{\displaystyle \left(\pm \left(\varphi -1-\alpha \right),\pm 2,\pm \left(2\varphi -1-\varphi \alpha \right)\right)}
{\displaystyle \left(\pm \left(\varphi +1-\alpha \right),\pm 2\left(\varphi -1\right),\pm \left(1-\varphi \alpha \right)\right)}
其中{\displaystyle \varphi ={\frac {1+{\sqrt {5}}}{2}}}為黃金比例，
且{\displaystyle \alpha ={\sqrt {3\varphi -2}}}